# Салют (байдарка)

Байдарка «Салют М-4,7» с оболочкой из резины и брезента

Салю́т — одна из первых разборных каркасных байдарок, созданных в СССР.
Выпускались московским заводом «Салют» с 1965 года до 1978 года, после чего были сняты с производства и заменены байдарками серии «Таймень».
Эта байдарка долгое время была одним из немногих серийно выпускавшихся судов, пригодных для самодеятельного активного отдыха и водного туризма, что обеспечило ей большую популярность.
Конструктивно байдарка «Салют» представляет собой разборный каркас (дерево, металл), плотно обтянутый тканевой оболочкой. Донная часть оболочки водонепроницаема.

## Конструкция
Байдарка состоит из оболочки и каркаса, а также комплектуется рулём.
Также в конструкции была предусмотрена возможность
установки парусного вооружения, но байдарка им не комплектовалась.

### Каркас
Как и большинство байдарок, она имеет кильсон, шпангоуты, фальшборта. Каркас сделан таким образом, что при сборке нужно присоединять к носу и к корме кильсоны, затем присоединять стрингеры и привальные брусья, вставляя шпангоуты, и лишь потом, вставляя в оболочку, соединять нос и корму вместе.
Фальшборта и кильсон у «Салютов» деревянные, остальные элементы каркаса металлические. Средний шпангоут не замкнутый (у трехместных байдарок два средних шпангоута), что снижает устойчивость к деформирующим нагрузкам. Силовой каркас шпангоута замыкается за счет установки  спинки сиденья переднего  члена экипажа. Положение спинки регулируется. 

### Оболочка
Оригинальная оболочка имела низ из прорезиненной ткани черного цвета и верх (деку) из брезента. В конце 70-х годов нижняя часть оболочки стала зеленого цвета. В последнее время некоторые отечественные фирмы наладили выпуск оболочек из ПВХ.
В просторечьи оболочку байдарки часто называют «шкурой».

### Рулевое управление
Руль крепился на корме и поворачивался при помощи пары шнуров, натягиваемых двумя педалями, расположенными на первом шпангоуте перед носовым гребцом. Это не слишком удобно, поэтому зачастую педали кустарно переставлялись на третий (четвертый в трехместном варианте) шпангоут перед кормовым гребцом, которому управлять байдаркой намного эффективнее.
Обычно туристы-водники не пользуются рулевым управлением, так как
полагают, что управление байдаркой при помощи весел гораздо эффективнее (при правильной технике гребли).
Руль также создает помехи на мелкой воде, цепляясь за дно. Наибольшую эффективность рулевое  управление дает на большой воде. За счет большой массы (особенно в трёхместной версии 5,2) и высокой устойчивости на курсе для поворота груженой байдарки необходимо прикладывать значительные  усилия, либо табанить, снижая скорость, чтобы  взять нужный курс, после чего вновь разогнать корабль. Это приводит к снижению средней скорости перехода, требует дополнительных усилий от экипажа. Использование руля позволяет  экономить силы в длительных или не спортивных походах, незначительно усложняя конструкцию байдарки при сборке.При этом рулевой может отдыхать от гребли.  А на извилистых реках, особенно с навигационными опасностями эта особенность поможет избежать столкновения с другими байдарками или с навигационными опасностями, посадке на мель вплоть до повреждения лодки. Однако демонтаж  рулевого управления позволял немного (около 3 кг)
уменьшить вес байдарки.

### Весло
При сборке вёсел на каждое цевье устанавливалось водосбрасывающее резиновое кольцо. Затем два цевья соединялись со средником, при этом фиксаторы цевья входили в отверстия средника. Отверстия средника позволяли устанавливать лопасти (одну относительно другой) под углом как 0°, так и ±90°(была возможна доработка до более оптимальных углов 70°-85°).
На весло с лопастями под углом 0° — так называемый «плоский разворот».
Более эффективным для гребли считается «правый разворот» или «левый разворот» различаемые по руке, которая держит весло без проворота в кисти, с углом разворота лопастей 70°-90° — именно такие используются в спортивных соревнованиях по гребле по гладкой и бурной воде.
Утверждается, что при гребле таким веслом верхняя лопасть испытывает наименьшее сопротивление воздуха.

## Особенности байдарок «Салют» по сравнению с аналогичными байдарками
Отличительная особенность «Салютов» — полные носовые обводы (позаимствованные у «Ладоги») и заострённая форма штевней. На малых скоростях (например, при движении против ветровой волны) полные обводы обеспечивают хорошую всхожесть на волну, однако при движении на большой скорости возникают значительные динамические нагрузки на байдарку.
Среди пользователей байдаркой существует устойчивое мнение, что
кормой вперед байдарка идёт быстрее. Трёхместный вариант байдарки позволяет
разместить двух гребцов лицом к корме.
Заострённая форма штевней ухудшает поворотливость. Так, «Салют М-4,7» менее поворотлив, чем RZ-85 и «Луч», хотя они и длиннее.

## Самостоятельные доработки конструкции
Изначально предназначенная для гладкой воды (озеро или море при малом волнении),
байдарка широко использовалась водными туристами для
сплава по рекам с различными препятствиями, такими
как порог, сливы, подводные камни в русле реки.
Нагрузка на каркас и оболочку при этом получалась значительно выше обычной, и это приводило
к быстрому выходу байдарки из строя, что в условиях ненаселенной местности и сложной реки могло привести к катастрофическим последствиям.
Поскольку советская промышленность не выпускала специализированных
байдарок, для сплава по таким рекам приходилось дорабатывать заводскую конструкцию в целом ряде элементов:
- Кильсон усиливался деревянными жердями.
- Соединения шпангоутов и стрингеров при сборке обвязывались веревочными узлами или изолентой.
- Оболочка усиливалась вдоль стрингеров приклеиванием снаружи слоев резины или прорезиненной ткани (шириной 50-70 мм и толщиной 1-2 мм), что уменьшало вероятность прорыва оболочки при контакте с подводным камнем.
- Изготавливался водонепроницаемый фартук («юбка»), закрывающий верхнее отверстие (кокпит) для защиты от захлёстывания воды в лодку в порогах.
- Добавлялись ёмкости непотопляемости (в нос и корму закладывались надувные волейбольные или баскетбольные камеры или другие ёмкости).
- Байдарка оборудовалась причальным и спасательным концами (верёвками), а также специальной обвязкой, которая позволяла повысить жесткость судна и, в случае аварии, держаться за судно и буксировать судно к берегу.
- Устанавливаются стяжные тросы от форштевня до ахтерштевня, проходящие под декой. Повышается жесткость конструкции, улучшается манёвренность и ходкость, за счет поднятия носовой и кормовой частей.

## Типы байдарок «Салют»
Существует два типа байдарок «Салют»: «Салют М-4,7» и «Салют М-5,2». Число в индексе обозначает длину судна в метрах.

### «Салют М-4,7»
Двухместная байдарка. «Салют М-4,7» была широко распространена в 70-х годах XX-го века.

### «Салют М-5,2»
Трёхместная модификация байдарки. «Салют М-5,2» отличается от двухместной модели тем, что в центральной части делается вставка длиной 0,5 м из продольных элементов и добавляется шпангоут, спинка и весло. Ходкость её лучше, чем у «Салюта М-4,7».  В наиболее сложных путешествиях «Салют М-5,2» используется как двухместная байдарка с большим запасом плавучести. Конструкция  набора позволяет, имея один каркас и две разных "шкуры" собирать нужную по длине  байдарку.
Технические данные представлены ниже в таблице.
| Наименование  | Вместимость, чел. | Грузо- подъемность, кг | Длина, м | Ширина, м | Высота приваль- ного бруса, мм | Осадка, м | Полное водо- измещение, кг | Запас плавучести, кг | Вес корпуса, кг | Вес комплекта, кг |
| ------------- | ----------------- | ---------------------- | -------- | --------- | ------------------------------ | --------- | -------------------------- | -------------------- | --------------- | ----------------- |
| «Салют М-4,7» | 2                 | 250                    | 4,70     | 0,90      | 265                            | 0,20      | 450                        | 200                  | 30              | 36                |
| «Салют М-5,2» | 3                 | 350                    | 5,20     | 0,99      | 265                            | 0,20      | 550                        | 200                  | 35              | 42                |